# Ној-Ајхенберг
Ној-Ајхенберг (њем. Neu-Eichenberg) општина је у њемачкој савезној држави Хесен. Једно је од 16 општинских средишта округа Вера-Мајснер. Према процјени из 2010. у општини је живјело 1.863 становника. Посједује регионалну шифру (AGS) 6636009.

## Географски и демографски подаци
Ној-Ајхенберг се налази у савезној држави Хесен у округу Вера-Мајснер. Општина се налази на надморској висини од 190–477 метара. Површина општине износи 27,5 km². У самом мјесту је, према процјени из 2010. године, живјело 1.863 становника. Просјечна густина становништва износи 68 становника/km².